# Milnà
Milnà (in croato Milna) è un comune della Regione spalatino-dalmata in Croazia nell'isola di Brazza.
È affacciato su una profonda baia, che ne assume il nome, rivolta ad occidente sul canale di Spalato e in direzione della Porta di Spalato, alla cui entrata, a nord di punta Zagla (rt Zaglav), sorge l'isolotto di Smerduglia.

## Storia
Sorto in un sito disabitato da alcuni secoli, il villaggio di Milna venne fondato nel XVI secolo con la costruzione nel 1519 di una chiesa e di un castello da parte della famiglia Cerineo; attorno a questi edifici, famiglie di pastori provenienti da Neresi (Nerežišća) e da altre frazioni dell'interno edificarono il nuovo borgo.

## Società

### La presenza autoctona di italiani
Vi fu in passato una presenza storica di italiani autoctoni che abitarono per secoli la penisola dell'Istria e le coste e le isole del Quarnaro e della Dalmazia, territori che furono della Repubblica di Venezia.
Secondo il censimento austro-ungarico del 1880 erano presenti 21 italiani, in quello del 1890 vi erano 65 italiani e in quello del 1900 vi erano 6 italiani.

## Località
Il comune di Milnà è suddiviso nelle 5 frazioni (naselja) di seguito elencate. Tra parentesi il nome in lingua italiana, generalmente desueto.
- Bobovišća (Bobovischie[6])
- Bobovišća na Moru (Porto di Bobovischie[7])
- Ložišća (Losischie[6])
- Milna (Milnà), sede comunale
- Podhume (Piedicolle)